# Paranoia (filme de 1998)
Paranoia (Brasil: Paranóia ) é um filme americano de 1998 do gênero Suspense / Terror escrito e dirigido por Larry Brand.

## Sinopse
Vinte anos se passaram desde que Jana viu sua família ser brutalmente assassinada por psicopata. Ainda traumatizada, ela vive nova jornada de terror quando começa a receber mensagens por computador do homicida, que diz estar prestes a sair da cadeia e adianta querer fazer-lhe uma visita.

## Elenco
- Larry Drake  ...  Calvin Hawks
- Brigitte Bako  ...  Jana Mercer
- Sally Kirkland  ...  Dr. Kurtzwell
- Robert Floyd  ...  Mark Daniels
- Stephen Gevedon  ...  David
- Scott Valentine  ...  Warren
- Marty McDonough  ...  Brady Watts
- Mary Jane Wells  ...  Aunt Margaret
- Jacques Sandulescu  ...  Vanya
- Emanuel Yarbrough  ...  Witchy Stick Man
- Bernadette Quigley  ...  Saleswoman
- Irma St. Paule  ...  Old Woman
- Seth Copans  ...  Librarian Jules
- John L. Payne  ...  Deputy Phyphe
- Adam Purjes  ...  Boy in Library